# Eleonora Alvisi
Eleonora Alvisi (* 13. März 2003 in Barletta) ist eine italienische Tennisspielerin.

## Karriere
Alvisi begann mit sechs Jahren das Tennisspielen und bevorzugt Sandplätze. Sie spielt bislang vorrangig Turniere der ITF Women’s World Tennis Tour, wo sie bisher je einen Turniersieg im Einzel und Doppel erreichte.
Am 10. Oktober 2020 gewann sie den Doppeltitel der French Open bei den Juniorinnen. Im Finale triumphierte sie an der Seite von Lisa Pigato gegen Maria Bondarenko und Diana Schneider mit 7:63 und 6:4.
2021 erreichte sie mit Lisa Pigato das Halbfinale im Juniorinnendoppel der French Open sowie mit Matilde Paoletti das Achtelfinale im Juniorinnendoppel in Wimbledon.
2022 gewann sie im März ihren ersten Einzeltitel bei einem ITF-Turnier in Marrakesch. Im Mai erhielt sie eine Wildcard für die Qualifikation zu den Internazionali BNL d’Italia, ihrem ersten Turnier auf der WTA Tour.

## Turniersiege

### Einzel
| Nr. | Datum         | Turnier    | Kategorie | Belag | Finalgegnerin    | Ergebnis |
| --- | ------------- | ---------- | --------- | ----- | ---------------- | -------- |
| 1.  | 20. März 2022 | Marrakesch | ITF W15   | Sand  | Clervie Ngounoue | 6:3, 6:1 |

### Doppel
| Nr. | Datum            | Turnier                  | Kategorie | Belag | Partnerin        | Finalgegnerin                        | Ergebnis         |
| --- | ---------------- | ------------------------ | --------- | ----- | ---------------- | ------------------------------------ | ---------------- |
| 1.  | 14. Oktober 2023 | Santa Margherita di Pula | ITF W25   | Sand  | Nuria Brancaccio | Anastasia Abbagnato Virginia Ferrara | 6:2, 2:6, [10:6] |